# Circuit obert

Corba negra: Circuit obert més gran possible en una cèl·lula solar.

Un circuit obert és un circuit elèctric pel qual no hi circula el corrent elèctric per estar interromput, tampoc no està comunicat mitjançant un conductor elèctric, per tant manca d'una via completa entre els terminals positius i negatius. En no estar tancat, aquest circuit no pot tenir un flux d'energia que permeti una càrrega o receptor d'energia; aprofitant el pas del corrent elèctric podrem complir un determinat treball. El circuit obert es pot representar per una resistència o impedància infinitament gran.
Sovint abreujat com OCV o VOC, Open-circuit voltage) és la diferència de potencial elèctric entre dos terminals d'un aparell elèctric quan està desconnectat de qualsevol circuit. El circuit obert de les bateries i cèl·lules solars sovint s'especifiquen sota condicions particulars (estat de càrrega, il·luminació, temperatura, etc.).